# Organisation Wawer
L'Organisation Wawer est une organisation de résistance de la jeunesse polonaise, spécialisée dans les en Pologne occupée durant la Seconde Guerre mondiale. L'organisation compte environ 500 membres, dont près de la moitié sont des scouts de Szare Szeregi. En 1941, elle fusionne avec l'organisation Palmiry dirigée par Kazimierz Gorzkowski (pl) pour former l'organisation Wawer-Palmiry.

## Histoire

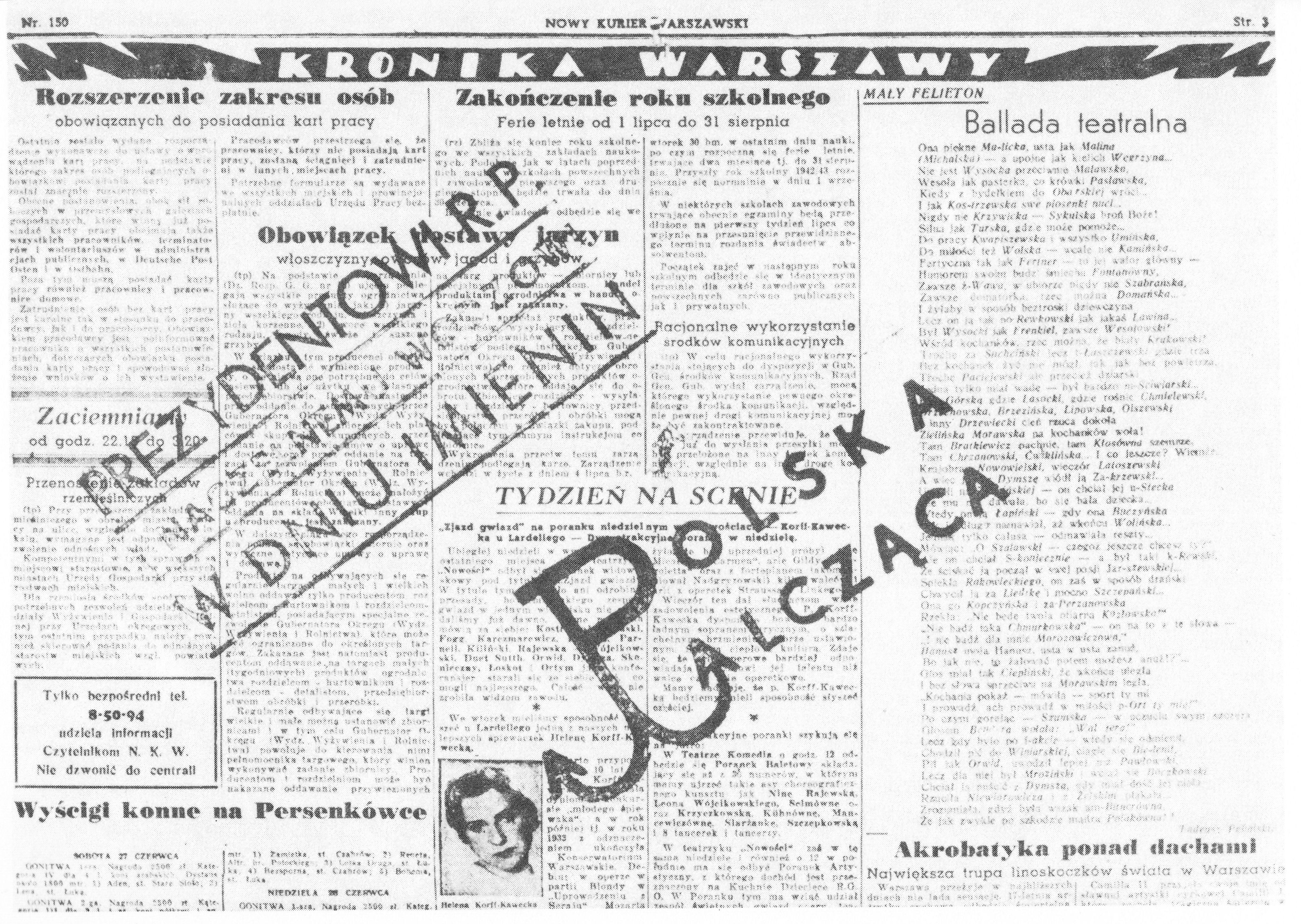
Un exemplaire du Nouveau courrier de Varsovie du 27 juin 1942, tamponné par les membres de l'organisation Wawer

Le nom de l'organisation fait référence au massacre de Wawer, au cours duquel 107 civils furent exécutés par les troupes nazies, la nuit du 26 au 27 décembre 1939, dans l'arrondissement de Wawer au sud de Varsovie.
Wawer se consacre à des opérations mineures de sabotage qui consistent à dessiner des graffitis avec des lettres V (pour Victoire), ou déchirer les affiches de propagande allemandes, perturber les séances de cinémas... Pour avoir peint un nombre record de Kotwicka, le symbole formé des lettres P et W (Pomścimy Wawer en français : « Nous allons venger Wawer ») formant une ancre et qui deviendra le symbole de la résistance polonaise, Tadeusz Zawadzki reçoit le surnom honorifique de Kotwicki.
D'autres actions de Wawer consistent à harceler la population allemande en leur envoyant diverses fausses convocations d'allure officielles, leur demandant d'apporter des ustensiles en métal pour soutenir l'industrie de l'armement allemand.
Les plaques des rues de Varsovie, sont fréquemment remplacées par des noms anti-allemands. L'avenue de Jérusalem devient ainsi avenue du général Władysław Sikorski, l'avenue Zieleniecką devient avenue Winston Churchill, le rond-point de Washington devient place Roosevelt.

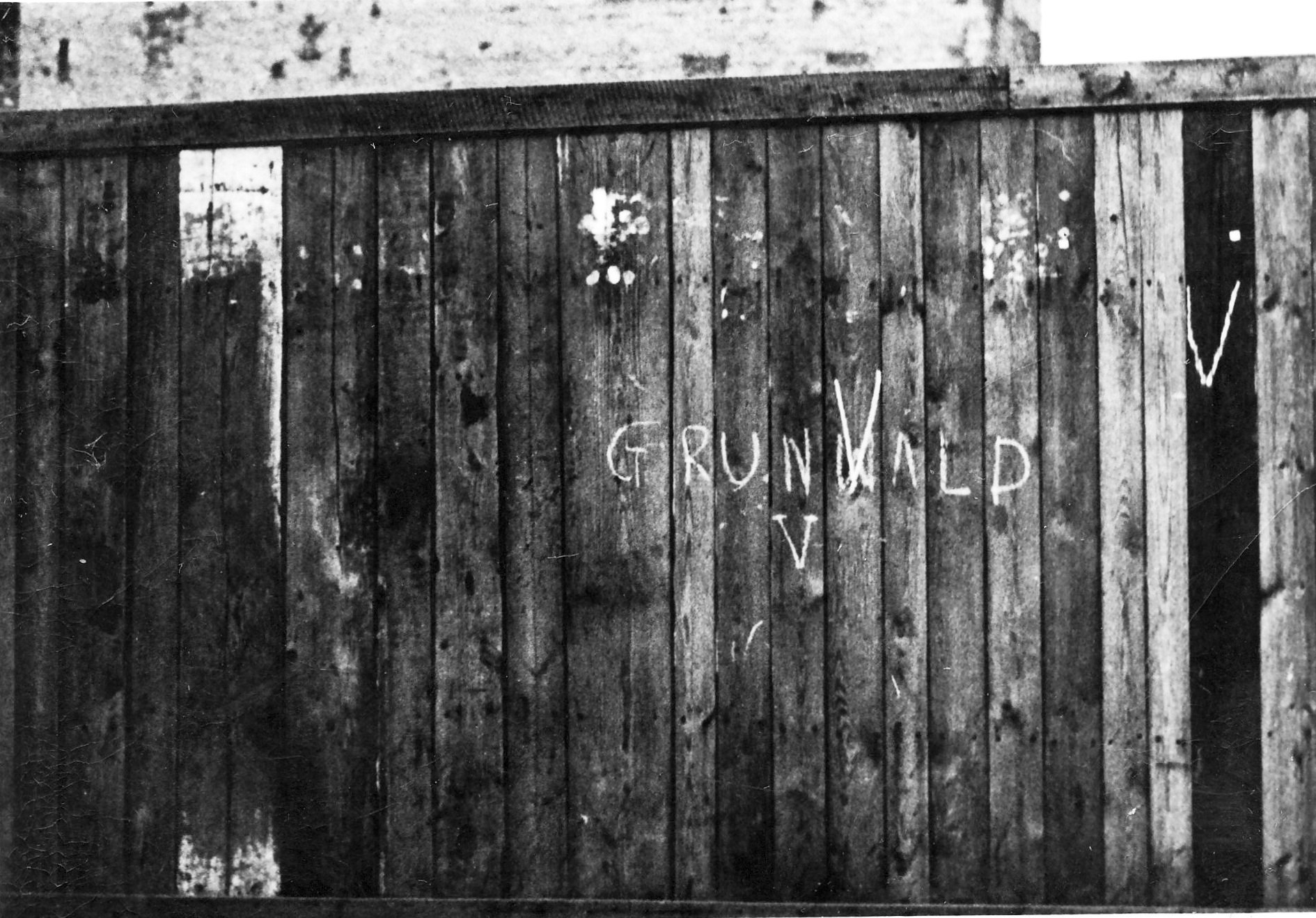
GrunVald
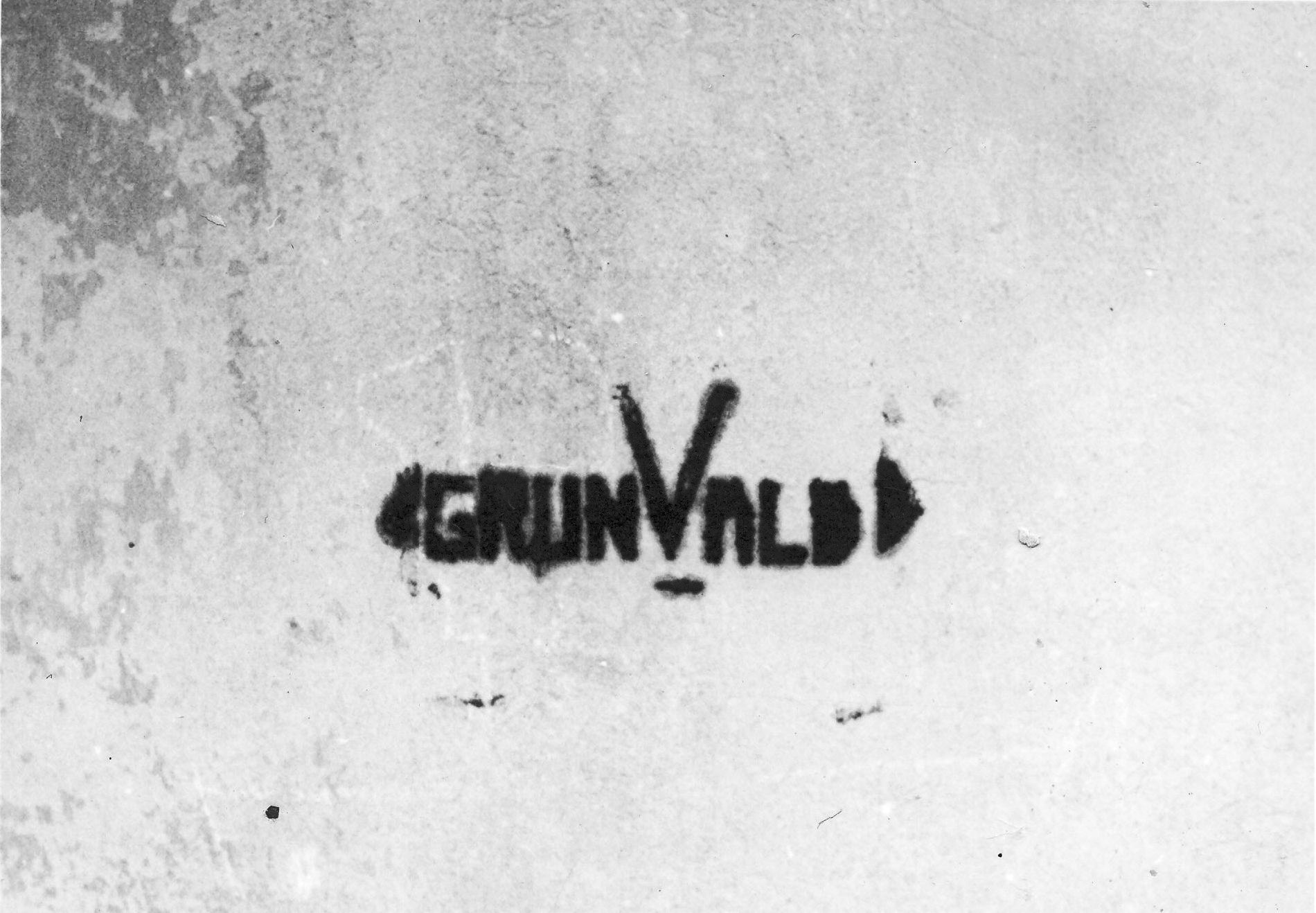
GrunVald
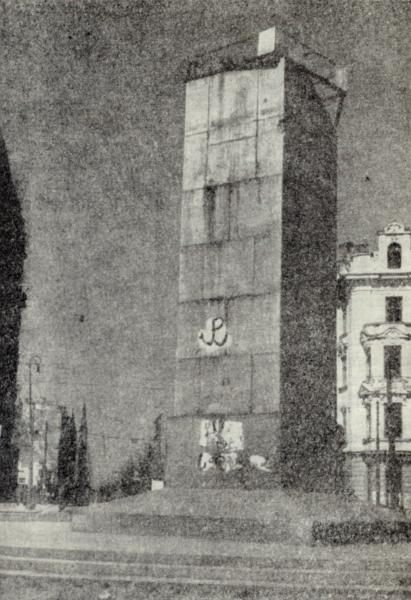
Kotwica
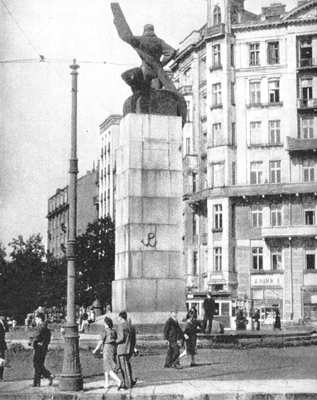
Kotwica

## Sources
- (pl) Cet article est partiellement ou en totalité issu de l’article de Wikipédia en polonais intitulé « Wawer (organizacja) » (voir la liste des auteurs).